# Lijst van musea in de Verenigde Staten
Hieronder volgt een (onvolledige) lijst van musea in de Verenigde Staten:
(gesorteerd op staat)

## Arizona
- Arizona-Sonora Desert Museum

## Californië
- The J. Paul Getty Museum, Los Angeles
- Museum of Contemporary Art (Los Angeles)
- Hammer Museum, Los Angeles
- Los Angeles County Museum of Art, Los Angeles
- Songwriters Hall of Fame, Los Angeles
- San Francisco Museum of Modern Art, San Francisco
- Fine Arts Museums of San Francisco:
  - M.H. de Young Memorial Museum, San Francisco
  - California Palace of the Legion of Honor, San Francisco
- California Academy of Sciences, San Francisco
- Musée Mécanique, Fisherman's Wharf, San Francisco
- Norton Simon Museum, Pasadena
- Berkeley Art Museum and Pacific Film Archive
- Huntington Library

## Colorado
- South Park City
- Denver Art Museum

## Georgia
- Georgia Music Hall of Fame, Macon (gesloten)

## Iowa
- America's Old Time Country Music Hall of Fame, Anita
- Bily Clocks Museum, Spillville

## Illinois
- Art Institute of Chicago
- Museum of Contemporary Art
- Museum of Science and Industry
- The Chicago Athenaeum Museum of Architecture and Design
- Terra Museum of American Art

## Kentucky
- International Bluegrass Music Hall of Fame, Owensboro
- Creation Museum, Petersburg
- Kentucky Music Hall of Fame, Mount Vernon

## Massachusetts
- Harvard Museum of Natural History

## Michigan
- Detroit Institute of Arts
- Grand Rapids Art Museum

## Milwaukee
- Milwaukee Art Museum

## Mississippi
- Mississippi Musicians Hall of Fame, Jackson
- Graceland Too, Holy Springs
- Geboortehuis van Elvis Presley, Tupelo

## Missouri
- EarthWays Center

## Nebraska
- Joslyn Art Museum, Omaha

## Nevada
- Alan Bible Botanical Garden, Boulder City
- Guggenheim Hermitage Museum, Las Vegas
- The King's Ransom Museum, Las Vegas
- Elvis-A-Rama Museum, Paradise

## New Mexico
- Georgia O'Keeffe Museum

## New York
- Albright-Knox Art Gallery
- American Museum of Natural History
- Frick Collection
- Guggenheim Museum (New York)
- Merchant’s House Museum
- Metropolitan Museum of Art
- Museum of Modern Art
- New Museum of Contemporary Art
- Whitney Museum of American Art

## North Carolina
- North Carolina Museum of Natural Sciences

## Ohio
- Rock and Roll Hall of Fame, Cleveland

## Oklahoma
- Oklahoma Music Hall of Fame, Muskogee

## Oregon
- Evergreen Aviation Museum

## Pennsylvania
Philadelphia
- Marian Anderson House
- Bartram's Garden
- Congress Hall
- Eastern State Penitentiary
- Pennsylvania Academy of the Fine Arts
- Philadelphia Museum of Art
- Rodin Museum

Pittsburg
- Andy Warhol Museum
- Carnegie Science Center

Overig
- Longwood Gardens, Kennett Square
- Grey Towers National Historic Site, Dingman, Millford
- Fallingwater, Mill Run, Fayette County
- Vocal Group Hall of Fame, Sharon

## South Carolina
- The Kazoo Museum, Beaufort

## Tennessee
- Hunter Museum of American Art, Chattanooga
- Graceland, Memphis
- Sun Studio, Memphis
- Blues Hall of Fame, Memphis
- Rock 'n' Soul Museum, Memphis (inclusief Rock 'n' Soul Hall of Fame en Memphis Music Hall of Fame)
- Music City Walk of Fame, Nashville
- Musicians Hall of Fame and Museum, Nashville
- Nashville Songwriters Hall of Fame, Nashville
- Country Music Hall of Fame and Museum c.q.Country Music Hall of Fame, Nashville
- Rockabilly Hall of Fame, Nashville
- Gospel Music Hall of Fame, Nashville
- Museum of Appalachia, Norris
- Children's Museum of Oak Ridge, Oak Ridge
- Southern Gospel Museum and Hall of Fame, Pigeon Forge
- Elvis & Hollywood Legends Museum, Pigeon Forge

## Texas
- Buddy Holly Center, Lubbock
- Dallas Museum of Art, Dallas
- Nasher Sculpture Center, Dallas
- Museum of Fine Arts (Houston), Houston
- Menil Collection, Houston
- Texas Country Music Hall of Fame, Carthage

## Washington D.C.
- Smithsonian Institution:
  - Hirshhorn Museum and Sculpture Garden
  - National Air and Space Museum
  - National Museum of African Art
  - National Museum of American History
  - National Museum of the American Indian
  - National Museum of Natural History
  - National Postal Museum
  - Smithsonian American Art Museum
  - National Gallery of Art (affiliated)
- National Museum of Women in the Arts
- National Museum of Health and Medicine
- United States Holocaust Memorial Museum